# August Naubert
Friedrich August Naubert (* 23. März 1839 in Schkeuditz; † 26. August 1897 in Neubrandenburg) war ein deutscher Pianist, Organist, Musiklehrer und Komponist. Er war in seiner Zeit vor allem für seine Lied-Kompositionen geschätzt.

## Leben
August Naubert empfing seine musikalische Bildung zuerst am Lehrer-Seminar in Weissenfels. Er studierte dann am Stern’schen Konservatorium in Berlin unter Hans von Bülow, Flodoard Geyer, Julius Stern, Hugo Schwantzer und Rudolph Willmers. Anschließend war er mehrere Jahre Lehrer an diesem Institut, danach am Institut für gemeinschaftliches Klavierspiel von Louis Wandelt.
Von 1868 bis zu seinem Tod war er in Neubrandenburg als Organist an der Marienkirche, Musiklehrer am Gymnasium Neubrandenburg (heute Albert-Einstein-Gymnasium (Neubrandenburg)) und der Höheren Töchterschule sowie als Leiter musikalischer Vereine tätig. Unter seiner Ägide erlebte das Musikleben Neubrandenburgs einen enormen Aufschwung. 1874 gründete er den Verein für gemischten Chorgesang, 1880 den Konzertverein zur Veranstaltung von Konzerten mit bedeutenden auswärtigen Künstlern. Er schrieb eine Reihe musikpädagogischer Aufsätze für musikalische Zeitschriften, insbesondere für Der Klavierlehrer sowie zahlreiche Musikkritiken und Rezensionen.
Naubert trat vor allem als Komponist von Liedern hervor. Er schrieb über 300 Lieder in vielfachen Formen: für eine Stimme, Duette, Terzette und Quartette, für Frauenstimmen mit Klavierbegleitung, für Männerchöre, sowie für 4-, 6- und 8 stimmige gemischte Chöre. Außerdem komponierte er zwei größere Chorwerke mit Orchester: Simson (Text von Christian Friedrich Scherenberg) und Barbarossas Erwachen (op. 20, Text von Jelka von Lepel), die mehrfach aufgeführt wurden.
August Naubert war verheiratet mit Mathilde, geb. Riemann (1844–1907), einer Tochter von Heinrich Arminius Riemann, die selbst als Musiklehrerin und Pianistin erfolgreich war.

## Ehrungen
- Titel Großherzoglicher Musikdirektor (1889)
- an August Naubert erinnert der August-Naubert-Weg in Neubrandenburg